# Elecciones federales de Canadá de 1979
Las elecciones federales canadienses de 1979 se llevaron a cabo el 22 de mayo de 1979 para elegir a los miembros de la Cámara de los Comunes de Canadá del 31.er Parlamento de Canadá. Resultó en la derrota del Partido Liberal de Canadá después de 11 años en el poder bajo el primer ministro Pierre Trudeau. Joe Clark llevó al poder al Partido Conservador Progresista, pero con solo una minoría de escaños en la Cámara de los Comunes. Los liberales, sin embargo, vencieron a los conservadores progresistas en el voto popular general por más de 400.000 votos (40,11% a 35,89%). A los 39 años, Clark se convirtió en el primer ministro más joven de la historia de Canadá.

## Campaña
El PC hizo campaña con los lemas "Hagamos que Canadá vuelva a funcionar" y "Es hora de un cambio, ¡démosle una oportunidad al futuro!" Sin embargo, los canadienses no confiaban lo suficiente en el joven Joe Clark para darle la mayoría en la Cámara de los Comunes. Quebec, en particular, no estaba dispuesto a apoyar a Clark y eligió sólo a dos miembros del Parlamento (MP) del PC en las 75 circunscripciones de la provincia. Clark, relativamente desconocido cuando fue elegido líder del PC en la convención del Partido de 1976, fue visto como torpe e inseguro. Clark había tenido problemas con ciertos miembros de derecha de su grupo. En particular, cuando la conducción de Clark se fusionó con la circunscripción de otro MP de PC durante una redistribución de paseos, el otro MP se negó a hacerse a un lado y Clark terminó corriendo en otra circunscripción. Además, cuando Clark realizó una gira por el Medio Oriente para demostrar su capacidad para manejar asuntos de asuntos exteriores, su equipaje se perdió y Clark parecía incómodo con los temas que se estaban discutiendo.
Los liberales intentaron convertir el liderazgo y la inexperiencia de Clark en el problema argumentando en su publicidad: "No es momento para la capacitación en el trabajo" y "Necesitamos un liderazgo duro para que Canadá siga creciendo. Un líder debe ser un líder".
El Partido del Crédito Social de Canadá, que había perdido a su mercurial líder, Réal Caouette, quien murió en 1976, luchó por seguir siendo relevante. Después de una serie de líderes interinos, incluido el hijo de Caouette, el partido recurrió a Fabien Roy, un miembro popular de la Asamblea Nacional de Quebec, quien tomó las riendas del partido justo antes del comienzo de la campaña. El partido obtuvo el apoyo tácito del separatista Parti Québécois, que formó el gobierno de Quebec. Social Credit intentó movilizar el voto separatista y nacionalista: las banderas canadienses estuvieron ausentes en la manifestación de inicio de su campaña, y el lema del partido era C'est à notre tour ("Es nuestro turno"), que recuerda al popular himno separatista Gens du pays, que incluye el coro "C'est votre tour, de vous laisser parler d'amour". El partido centró su plataforma en el cambio constitucional, que prometió luchar para abolir el poder constitucional del gobierno federal para rechazar cualquier legislación provincial y afirmó que cada provincia tiene "derecho a elegir su propio destino dentro de Canadá".
El apoyo de los Socred del Parti Québécois no fue bien recibido por todos; por ejemplo, Gilles Caouette denunció públicamente lo que llamó péquistes déguisés en créditistes ("péquistes disfrazados de Socreds"). Si bien el partido logró cierto aumento de votos en las áreas de péquiste, también perdió muchos votos en las áreas de fuerza tradicional de Socred, con el resultado final de una caída de once a seis escaños y una proporción ligeramente reducida del voto popular en comparación con las elecciones de 1974.
El gobierno minoritario de Clark duró menos de nueve meses. Clark requirió el apoyo de los Socred para aprobar el presupuesto de 1979, pero se negó a trabajar con ellos por motivos ideológicos, optando en cambio por "gobernar como si tuviera una mayoría". Ninguna de sus demandas se cumplió, los Socred se negaron a apoyar hasta el gobierno. Eso resultó en las elecciones de 1980 en las que los PC fueron derrotados por los liberales Trudeau resurgentes.

## Resultados
Clark ganó el voto popular en siete provincias, mientras que perdió el voto popular en todo el país, y debido a que su partido obtuvo solo dos escaños en Quebec, ganó solo un gobierno minoritario. Los liberales ganaron solo un escaño al oeste de Manitoba. La elección fue la última en la que el Partido Crédito Social de Canadá ganó escaños. Un hecho inusual ocurrió en los Territorios del Noroeste: los liberales ganaron el voto popular en el territorio pero no ganaron ningún escaño.